# María José Castaño

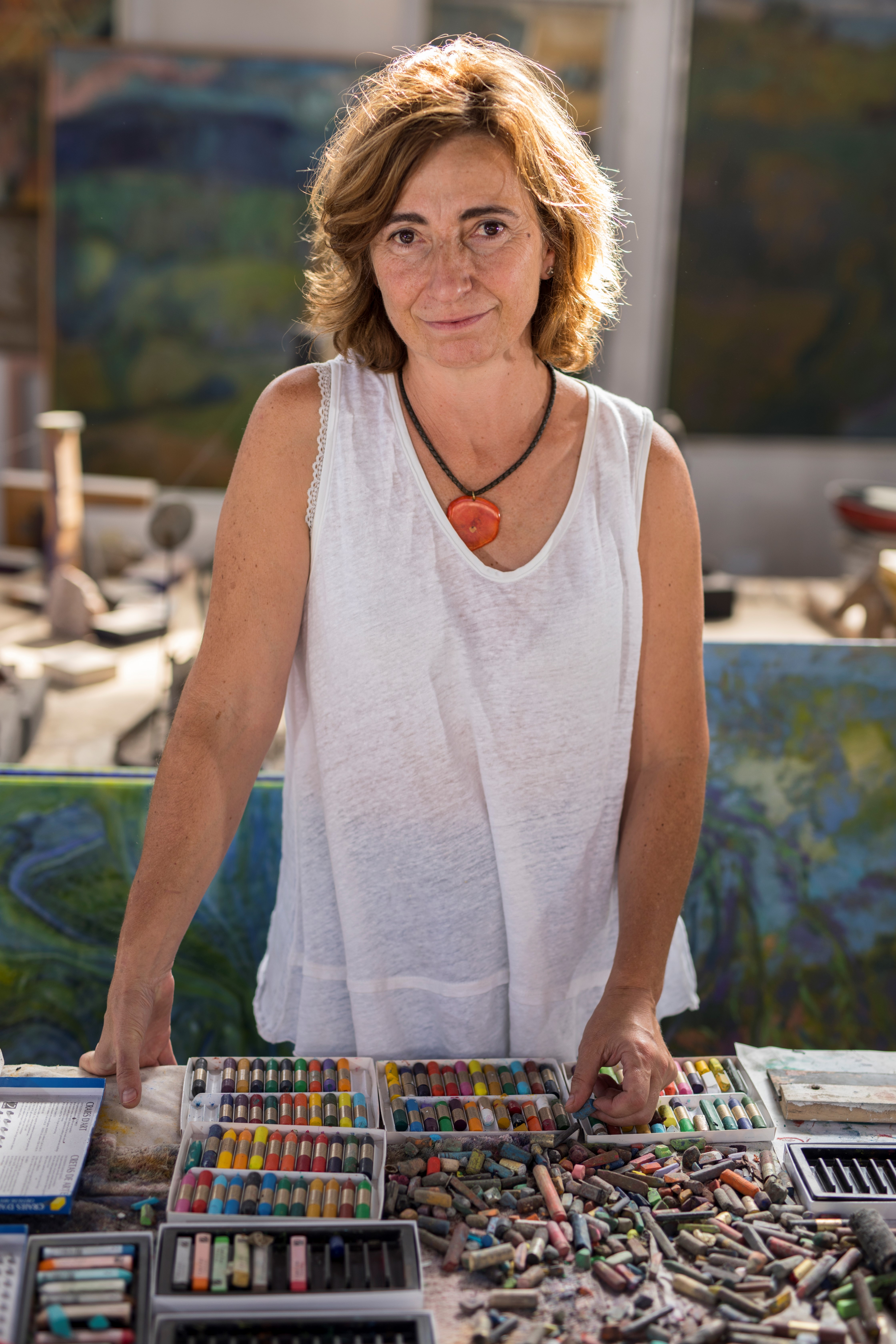
María José Castaño en 2019, en su taller de Los Llanillos (Cascajares de la Sierra, Burgos), fotografiada por Asís G. Ayerbe.

María José Castaño Rodríguez (Burgos, 14 de septiembre de 1966) es una pintora española. Uno de los rasgos reconocibles de su obra es la representación del paisaje del valle del río Arlanza, donde reside.

## Biografía
Su padre era un industrial de Bilbao instalado en Burgos. La infancia y juventud de María José Castaño transcurrió entre Cascajares de la Sierra (lugar donde se encontraba el negocio familiar) y Bilbao, ciudad de la que procedía su familia y donde residió. Marchó a Madrid para estudiar Bellas Artes en la Complutense de Madrid, universidad por la que se licenció en 1991 y donde tuvo como profesor, entre otros, a José Sánchez Carralero. Finalmente, regresó a la provincia de Burgos y se instaló en Cascajares de la Sierra. Su taller está en uno de los antiguos pabellones industriales de la empresa paterna.
Una constante de su obra desde el comienzo de su carrera son los paisajes, especialmente los del valle del Arlanza, con localizaciones recurrentes como el pico Guijarrón, el río Pedroso o los monasterios de San Pedro de Arlanza y de Santo Domingo de Silos. También ha pintado paisajes de los distintos lugares que ha visitado o donde ha residido, como China (donde utilizó soportes y pigmentos propios de la tradición de este país), Italia, Cuba, Nueva York, el mar Cantábrico, el desierto de Atacama o la isla canaria de La Graciosa.
El monasterio de Santo Domingo de Silos le encargó un retablo con los mártires benedictinos pertenecientes al cenobio fusilados durante la Guerra Civil Española. La obra se instaló en la propia abadía silense.

## Exposiciones individuales
Ha participado en numerosas exposiciones individuales, tanto en España como en el extranjero. Entre estas últimas, destacan las organizadas en Alemania, Bélgica, Italia o Andorra. En España, ha expuesto en el Monasterio de Santo Domingo de Silos (2015-2016), el Centro Cultural de China en Madrid (2015), Arco de Santa María de Burgos (2009 y 2014), la sala Pedro Torrecilla de Cajacírculo en Burgos (2019) o el Palacio de Correos y Comunicaciones de Madrid (2013), así como en galerías privadas de arte, como las madrileñas Orfila (1993), Arlés (1994), Milán (1995) y Amparo Gámir (2005). También ha expuesto en otras galerías del resto de España (Bay-Sala de Bilbao; Vía 2 de Ibiza, 2007; Paloma 18 de Burgos; Reyes Católicos de Salamanca, 1998 y 2001; Lorenzo Colomo de Valladolid, 2001; Val i 30 de Valencia, 2001; o Pedro Torres de Logroño, 1996). 
Entre 2004 y 2005 la Junta de Castilla y León organizó una exposición retrospectiva que recorrió distintas salas de la comunidad autónoma. Se tituló Una estación del tiempo y estaba organizada en torno a cinco lugares de la memoria significativos para la autora: Los Llanillos y su entorno natural (término de Cascajares donde está su casa y taller), el río Arlanza, el mar Cantábrico, la ciudad de Nueva York y Santo Domingo de Silos.
En 2015 inauguró una exposición en la Abadía benedictina de Santo Domingo de Silos titulada Las verdes praderas del cielo compuesta por 24 cuadros y 36 dibujos realizados dentro del propio monasterio.
En 2021 expuso en el CAB de Burgos Lemniscata. El camino del agua, una serie de obras pintadas en las aguas y en las riberas del río Arlanza y secadas al sol, con las que se alejaba de sus representaciones paisajísticas habituales.
En 2024 inauguró Nepal en el Arlanza, exposición que hermana los paisajes nepalíes (país donde la pintora residió durante un tiempo) con los del valle del Arlanza. Se abrió en su propio estudio de Los Llanillos, una antigua nave industrial reconvertida. A la inauguración asistió la embajadora del Nepal en España, Sarmila Parajuli Dhakal.

## Las Edades del Hombre
Varias de sus obras fueron seleccionadas por la Archidiócesis de Burgos para participar en distintas convocatorias de Las Edades del Hombre. Así, para Mons Dei, celebrada en Aguilar de Campoo en 2018, se seleccionó su San Pelayo; en Angeli (Lerma, 2019) se mostró Ángel de la guarda en el Arlanza, única obra burgalesa de las expuestas que no era de titularidad diocesana.

## Libros ilustrados y literatura
La escritora de literatura infantil María Jesús Jabato se inspiró en las pinturas de María José Castaño para escribir los poemas de su libro Azules (Burgos, 2016), ilustrado con obras inéditas de la pintora.
Castaño ilustró el libro de cuentos de Jorge Villalmanzo A dos pasos del espejo (Los Duelistas, 2009).
Por su parte, distintas obras de María José Castaño han inspirado poemas a autores como Tino Barriuso, Carlos Colio, Bernardo Cuesta Beltrán, José Ledesma o Jorge Villalmanzo.

## Becas y premios
En 2014 María José Castaño disfrutó de una residencia artística en Pekín. Entre otras numerosas becas, tuvo también 
las becas de paisaje "Manuel López Villaseñor" (Ciudad Real, 1995) y la de la Cátedra de Paisaje de la Universidad Complutense de Madrid en Ayllón (Segovia).
Entre los premios, su carrera profesional fue distinguida con el Premio Mujer y Empresa (2010). Ha ganado los primeros premios de certámenes como el X Concurso de Pintura Ciudad de Tudela (2002), el XII Concurso de Pintura Ciudad de Burgos (1998), el II Concurso de Pintura Ciudad de León (1997), el IV Concurso de Pintura Rápida de Expansión a la Bolsa (Madrid, 1996), el Premio de Pintura de Ciudad Rodrigo (Salamanca, 1992), el de Ayllón (1991) o el de Jóvenes Pintores de Castilla y León (1991).

## Obra en colecciones y museos
Entre otras, las siguientes colecciones públicas y privadas exponen obras de María José Castaño: Ayllón (1991), Teatro Principal de Burgos; Piedralaves (1993), en el Ayuntamiento de Ciudad Rodrigo; Albarracín (1995), en la sede de la Presidencia de la Junta de Castilla y León (Valladolid); Menguante (1998) en el edificio del Ayuntamiento de Burgos; En la ermita quemando rastrojos (2002) y Arlanza (1998), en la colección Ferrer-Blanco (Salamanca); New York (1999) en la colección de Caja de Burgos; Perdido en el tiempo (2001), en el Ayuntamiento de Tudela; Espiral (2002), en el monasterio de Santo Domingo de Silos; Entrañas (paisaje) (2002), en la Sede de las Cortes de Castilla y León (Valladolid); Frío, azul y nieve (2003), en la sede de Paradores Nacionales (Madrid); Pachacamac (2004), en la Fundación Focus Abengoa (Sevilla); Arlanza (2007) en la Fundación Cajacírculo (Burgos); Arlanza (2014), sede de Promecal (Burgos); Catedral Gran Vía, 28 (2022) en la Colección Telefónica, adquirido en 2024 para celebrar el centenario de la institución.